# Dolomedes femoralis
Espèce
Synonymes
- Dolomedes riparius femoralis van Hasselt, 1882

Dolomedes femoralis est une espèce d'araignées aranéomorphes de la famille des Dolomedidae.

## Distribution
Cette espèce est endémique de Sumatra en Indonésie.

## Description
Le mâle syntype mesure 12 mm et la femelle syntype 17 mm.

## Systématique et taxinomie
Cette espèce a été décrite sous le protonyme Dolomedes riparius femoralis par van Hasselt en 1882. Elle est élevée au rang d'espèce par Thorell en 1892.

## Publication originale
- van Hasselt, 1882 : « 'Araneae. » Midden Sumatra IV. 3de Aflev. Naturlijke Historie, vol. 11A, p. 1-56.